# Poule noire du Berry
Pour les articles homonymes, voir Berry (homonymie).
La Noire du Berry est une race de poule domestique créée en 1912. Son standard a été défini par la Société d'agriculture de l'Indre.

## Description
La noire du Berry est de taille moyenne. Il s'agit d'une bonne pondeuse précoce à la chair blanche et fine.

### Origine
Elle est originaire de la région du Berry, ancienne province formée des départements de l’Indre et du Cher.

### Standard
- Masse idéale : Coq :  3 kg ; poule :  2,3 kg
- Crête : simple
- Oreillons : rouges
- Couleur des yeux : rouge-orangé
- Couleur de la peau : blanche
- Couleur des tarses : noire
- Variétés de plumage : noir
- Œufs à couver : min.  70 g, coquille blanche
- Diamètre des bagues : Coq :  20 mm ; Poule :  18 mm

## Club officiel
- Club français de la poule Noire du Berry, [21 route d'Issoudun 36120 Saint-Août] site officiel (fr) site officiel du Club Français de la poule noire du Berry ]

## Sources
- Le Standard officiel des volailles (Poules, oies, dindons, canards et pintades), édité par la Société centrale d'aviculture de France.